# 堀田通
堀田通（ほりたとおり）は、愛知県名古屋市瑞穂区の町名。現行行政地名は堀田通1丁目から堀田通9丁目。住居表示未実施。

## 地理
名古屋市瑞穂区の西部を南北に通る名古屋市道堀田高岳線（空港線）沿線に位置する南北に細長い町である。昭和区境から名鉄名古屋本線との交差部分までの、道路東側に存在する。同路線の上部を名古屋高速3号大高線が通る。
新堀川沿いの沖積低地に位置する。
北は昭和区東郊通、南は苗代町に接する。東は竹田町・太田町・御劔町・亀城町・雁道町・船原町・平郷町・豆田町・直来町・宝田町・春敲町・大喜新町・上坂町・田光町・下坂町・柳ケ枝町・惣作町、西は高辻町・須田町・二野町・牛巻町・新開町に接する。
商工業地域となっており、1989年（平成元年）時点では銀行、企業拠点、商店が並んでいた。

## 歴史
現在の町域を通る高辻から堀田に至る道路は、都市化を目的とした耕地整理事業によって整備された。また、幅員13間半（24.54 m）の道路上に軌道が建設され、1923年（大正12年）に北の小針から牛巻までの区間が名古屋市電東郊線として開業した。1927年（昭和2年）には堀田までが開通した。堀田付近には愛知電気鉄道の豊橋線が通過していたが、1928年（昭和3年）に乗り換えのため堀田駅が開設された。他の公共交通機関としては、1930年（昭和5年）4月に市電東郊線に並行して名古屋市営バスの運行が開始された。
新堀川の改修や区画整理によって周辺に工場が立地し、次いで周辺の商店街が発展した。
「堀田」は瑞穂町の小字から来ている。小字について、瑞穂警察署歴史探訪クラブ (1979)は同地が低湿地で降雨時に田が堀のようになったことからこう呼ばれたといわれているとした。また、木全秀視 (2007)は地籍図から、土を掘って田を作り、掘った土を盛り上げて畑を作ったことに由来するとした。
「堀田通」が町名として制定されたのは1931年（昭和6年）2月のことで、東郊耕地整理組合の事業に伴って1丁目から6丁目までが成立した。瑞穂耕地整理組合の地区にあった7丁目から9丁目までが成立するのは1945年（昭和20年）9月のことであった。1945年の成立時は道路の両側、昭和区境から現在の愛知県道221号岩崎名古屋線付近（妙音通）までを町域としていたが、周辺の住居表示の施行に伴い、1970年（昭和45年）と1987年（昭和62年）に市道堀田高岳線より西が、1990年（平成2年）に名鉄名古屋本線より南が他の町域となった。
道路は太平洋戦争後の戦災復興都市計画の一環で都市計画街路東郊線として幅員50 mに拡幅された。拡幅にあたって自動車産業関連や窯業工場などが移転した。
名鉄名古屋本線の堀田駅周辺は1969年（昭和44年）に高架化工事が完了し、踏切による交通渋滞が解消された。
名古屋市電は1955年（昭和30年）以降、市バス路線網の整備や、自動車交通増加とそれによる運行速度の低下といった理由で利用客が減少していた。物価上昇などによる経費の増加で赤字が増加し、経営合理化のため路線を廃止する方針を採った。1968年に1973年度までに全線廃止するとされ、鶴舞公園から高辻を経て堀田駅前に至る区間は1972年（昭和47年）3月に廃止された。
市電に並行する市バスの路線は国家総動員法の下で1941年（昭和16年）8月に廃止されていたが、戦後の1947年（昭和22年）7月に堀田と名古屋駅前を結ぶ路線が設けられている。市電の廃止に伴って市バス路線網の再編成が行われ、路線が新設された。表定速度の低下など市バスの諸問題の解決のために提案された基幹バスは、1982年（昭和57年）3月に栄から堀田通を経て星崎に至る路線で最初に運行が開始された。
1974年（昭和49年）3月には金山駅から伝馬町駅（現在の熱田神宮伝馬町駅）を経て新瑞橋に至る名古屋市営地下鉄4号線（現在の名城線）が開通し、堀田通9丁目の南に堀田駅が設置された。名鉄の堀田駅とは距離が離れており、市バスでは名鉄の「堀田駅前」に対して「地下鉄堀田」と区別されている。
自動車交通が増加する中、名古屋市の流出入交通に対応するため、都市高速道路の名古屋高速道路が計画された。現状の交通量や想定通行量、工事の技術的難易度を考慮して、まず北区楠町（楠ジャンクション）から緑区大高町（大高出入口）に至る高速2号に取り掛かり、1972年1月に堀田地区で最初の工事が行われた。しかし公害が社会問題となっていた時期であり、建設に反対する市民団体の運動などにより1973年（昭和48年）7月に工事は中断された。中断の間、堀田通周辺においても住民との折衝が行われ、数十回にわたった後1977年（昭和52年）9月に工事が再開されることとなった。その後、1979年（昭和54年）7月に高辻出入口から大高出入口までが開通、他区間と接続した後の1989年（平成元年）に堀田出入口が開通した。名古屋高速の建設に際して、堀田通8丁目では横断歩道に代えて地下横断歩道が設置された。名古屋高速の高架下の中央分離帯は全国に先駆けて緑化された。名鉄堀田駅前の一部は駐輪場として整備されている。

### 年表
- 1931年（昭和6年）2月1日 - 東郊耕地整理組合の事業に伴い、南区御器所町字下鳥田、字江越、・瑞穂町字須田、字臼田、字部田、字雁道、字二野・熱田東町字二野、字竹鼻、字牛巻の各一部より、同区堀田通1–6丁目が成立[11]。
- 1937年（昭和12年）10月1日 - 行政区変更に伴い、昭和区所属となる[1]。
- 1944年（昭和19年）2月11日 - 行政区変更に伴い、瑞穂区所属となる[1]。
- 1945年（昭和20年）9月26日 - 瑞穂耕地整理組合の事業に伴い、瑞穂区瑞穂町字牛巻、字欠下、字カシ揚、字堀田、字花目、字惣作、字五反目、字塩田・熱田東町字大新開、字東起の各一部より、同区堀田通7–9丁目が成立[11]。
- 1970年（昭和45年）10月21日 - 平郷町・豆田町・直来町・宝田町・惣作町・柳ケ枝町・春敲町・大喜新町・上坂町・下坂町の各一部を編入する[1]。堀田通1丁目の一部が高辻町・堀田通1–2丁目の一部が須田町、堀田通3–4丁目の一部が二野町・堀田通4–6丁目の一部が牛巻町・堀田通6–9丁目の一部が新開町となる[29]。
- 1987年（昭和62年）11月24日 - 堀田通9丁目の一部を新開町・塩入町へ編入[29]。
- 1990年（平成2年）11月5日 - 堀田通9丁目の一部が苗代町となる[29]。

## 世帯数と人口
2019年（平成31年）3月1日現在の世帯数と人口は以下の通りである。
| 町丁   | 世帯数  | 人口  |
| ------ | ------- | ----- |
| 堀田通 | 527世帯 | 875人 |

### 人口の変遷
国勢調査による人口および世帯数の推移。
| 1995年（平成7年）  | 324世帯 662人 |  |
| 2000年（平成12年） | 337世帯 634人 |  |
| 2005年（平成17年） | 360世帯 627人 |  |
| 2010年（平成22年） | 400世帯 670人 |  |
| 2015年（平成27年） | 486世帯 735人 |  |

## 学区
市立小・中学校に通う場合、学校等は以下の通りとなる。また、公立高等学校に通う場合の学区は以下の通りとなる。
| 丁目        | 番・番地等 | 小学校               | 中学校                   | 高等学校 |
| ----------- | ---------- | -------------------- | ------------------------ | -------- |
| 堀田通1丁目 | 全域       | 名古屋市立御劔小学校 | 名古屋市立瑞穂ヶ丘中学校 | 尾張学区 |
| 堀田通2丁目 | 全域       | 名古屋市立御劔小学校 | 名古屋市立瑞穂ヶ丘中学校 | 尾張学区 |
| 堀田通3丁目 | 全域       | 名古屋市立御劔小学校 | 名古屋市立瑞穂ヶ丘中学校 | 尾張学区 |
| 堀田通4丁目 | 全域       | 名古屋市立高田小学校 | 名古屋市立瑞穂ヶ丘中学校 | 尾張学区 |
| 堀田通5丁目 | 全域       | 名古屋市立高田小学校 | 名古屋市立瑞穂ヶ丘中学校 | 尾張学区 |
| 堀田通6丁目 | 全域       | 名古屋市立高田小学校 | 名古屋市立瑞穂ヶ丘中学校 | 尾張学区 |
| 堀田通7丁目 | 全域       | 名古屋市立堀田小学校 | 名古屋市立田光中学校     | 尾張学区 |
| 堀田通8丁目 | 全域       | 名古屋市立堀田小学校 | 名古屋市立田光中学校     | 尾張学区 |
| 堀田通9丁目 | 全域       | 名古屋市立堀田小学校 | 名古屋市立田光中学校     | 尾張学区 |

## 施設
- 名古屋雁道郵便局[3]
- 平安会館瑞穂斎場
- フルタ電機本社
- 三十三銀行堀田支店
- 愛知信用金庫堀田支店
- 三菱UFJ銀行堀田支店
- 名古屋銀行堀田支店 - 1952年（昭和27年）10月6日、名古屋相互銀行堀田支店として開設され、1969年（昭和44年）9月10日に改築されている[30]。

- 名古屋雁道郵便局
- フルタ電機本社
- 三菱UFJ銀行堀田支店

## 交通
- 名古屋市道堀田高岳線（空港線）
- 名古屋高速3号大高線 高辻入口

## その他

### 日本郵便
- 郵便番号 : 467-0862[WEB 3]（集配局：瑞穂郵便局[WEB 13]）。

### WEB
1. ↑  “愛知県名古屋市瑞穂区の町丁・字一覧”.   人口統計ラボ. 2019年3月21日閲覧。
2. 1 2  “町・丁目(大字)別、年齢(10歳階級)別公簿人口(全市・区別)”.   名古屋市 (2019年3月20日). 2019年3月21日閲覧。
3. 1 2  “郵便番号”.  日本郵便. 2019年3月17日閲覧。
4. ↑  “市外局番の一覧”.   総務省. 2019年1月6日閲覧。
5. ↑  “瑞穂区の町名一覧”.   名古屋市 (2015年10月21日). 2019年3月21日閲覧。
6. ↑  総務省統計局 (2014年3月28日). “平成7年国勢調査の調査結果(e-Stat) - 男女別人口及び世帯数 －町丁・字等” (CSV). 2021年7月20日閲覧。
7. ↑  総務省統計局 (2014年5月30日). “平成12年国勢調査の調査結果(e-Stat) - 男女別人口及び世帯数 －町丁・字等” (CSV). 2021年7月20日閲覧。
8. ↑  総務省統計局 (2014年6月27日). “平成17年国勢調査の調査結果(e-Stat) - 男女別人口及び世帯数 －町丁・字等” (CSV). 2021年7月21日閲覧。
9. ↑  総務省統計局 (2012年1月20日). “平成22年国勢調査の調査結果(e-Stat) - 男女別人口及び世帯数 －町丁・字等” (CSV). 2021年7月21日閲覧。
10. ↑  総務省統計局 (2017年1月27日). “平成27年国勢調査の調査結果(e-Stat) - 男女別人口及び世帯数 －町丁・字等” (CSV). 2021年7月21日閲覧。
11. ↑  “市立小・中学校の通学区域一覧”.   名古屋市 (2018年11月10日). 2019年1月14日閲覧。
12. ↑  “平成29年度以降の愛知県公立高等学校（全日制課程）入学者選抜における通学区域並びに群及びグループ分け案について”.   愛知県教育委員会 (2015年2月16日). 2019年1月14日閲覧。
13. ↑  “郵便番号簿 平成29年度版” (PDF).   日本郵便. 2019年3月21日閲覧。

### 書籍
1. 1 2 3 4  角川書店 1992, p. 807.
2. 1 2 3 4  「角川日本地名大辞典」編纂委員会 1989, p. 1521.
3. 1 2  角川書店 1992, p. 398.
4. ↑  瑞穂区制施行50周年記念事業実行委員会 1994, p. 8.
5. 1 2  小出保治 1964, p. 59.
6. 1 2  名古屋鉄道株式会社社史編纂委員会 1961, p. 176.
7. ↑  名古屋市交通局 1952, pp. 207, 209.
8. ↑  小出保治 1964, p. 73.
9. 1 2  瑞穂警察署歴史探訪クラブ 1979, p. 86.
10. ↑  木全秀視 2007, p. 72.
11. 1 2 3 4  小出保治 1964, p. 56.
12. ↑  戦災復興誌編集委員会 1984, p. 25.
13. ↑  戦災復興誌編集委員会 1984, p. 526.
14. ↑  瑞穂区制施行50周年記念事業実行委員会 1994, pp. 391–392.
15. ↑  名古屋市交通局 1974, pp. 100–101.
16. 1 2  名古屋市交通局 1974, p. 101.
17. ↑  名古屋市交通局 1974, p. 157.
18. ↑  瑞穂区制施行50周年記念事業実行委員会 1994, pp. 287–288.
19. ↑  瑞穂区制施行50周年記念事業実行委員会 1994, p. 386.
20. ↑  瑞穂区制施行50周年記念事業実行委員会 1994, p. 387.
21. 1 2  瑞穂区制施行50周年記念事業実行委員会 1994, p. 388.
22. ↑  瑞穂区制施行50周年記念事業実行委員会 1994, p. 390.
23. 1 2  瑞穂区制施行50周年記念事業実行委員会 1994, pp. 394–395.
24. 1 2 3  瑞穂区制施行50周年記念事業実行委員会 1994, p. 395.
25. ↑  瑞穂区制施行50周年記念事業実行委員会 1994, pp. 395–396.
26. ↑  瑞穂区制施行50周年記念事業実行委員会 1994, p. 532.
27. ↑  瑞穂区制施行50周年記念事業実行委員会 1994, p. 531.
28. ↑  瑞穂区制施行50周年記念事業実行委員会 1994, p. 581.
29. 1 2 3  瑞穂区制施行50周年記念事業実行委員会 1994, p. 617.
30. ↑  名古屋相互銀行行史編纂室 1980, p. 413.

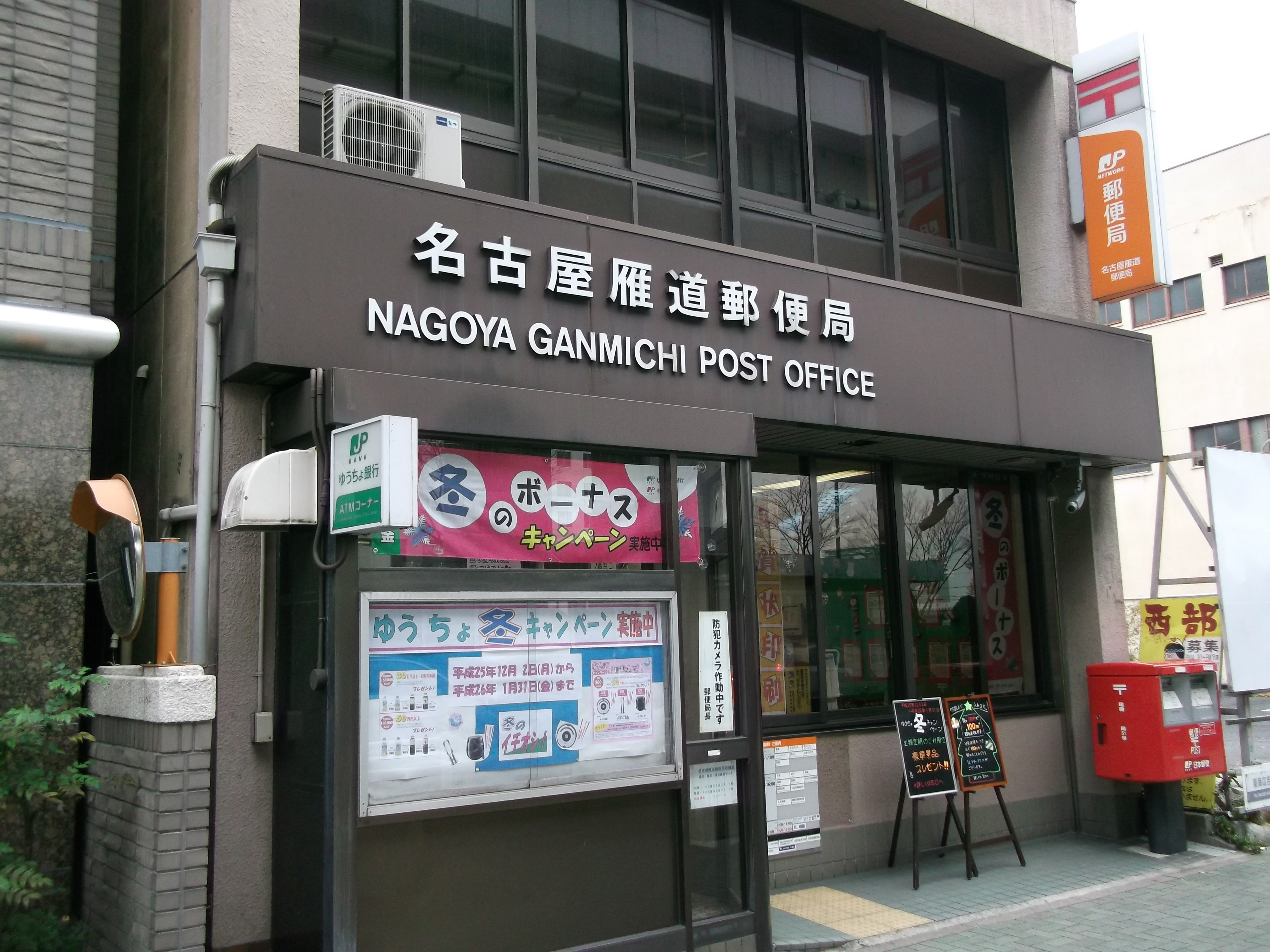
名古屋雁道郵便局
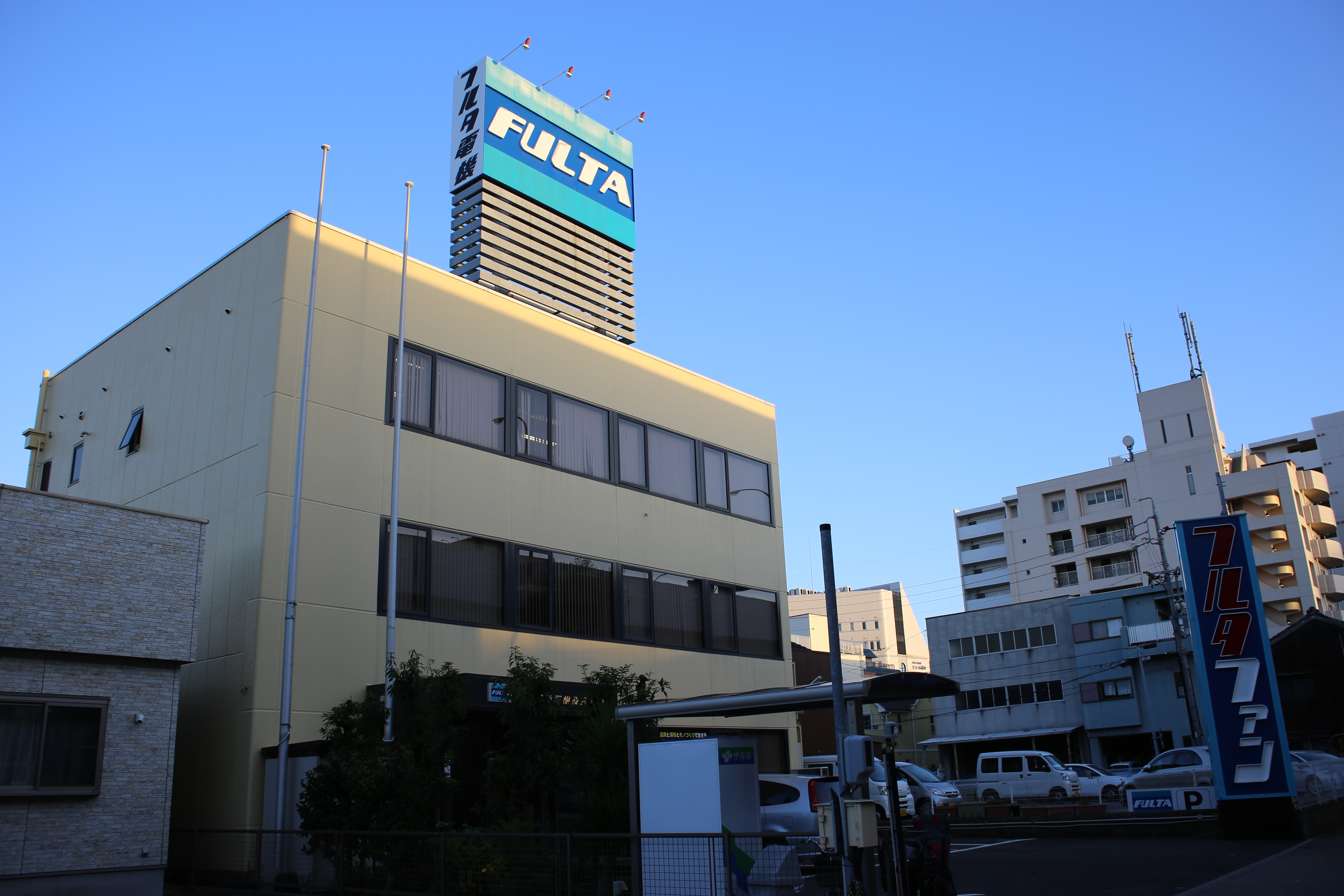
フルタ電機本社
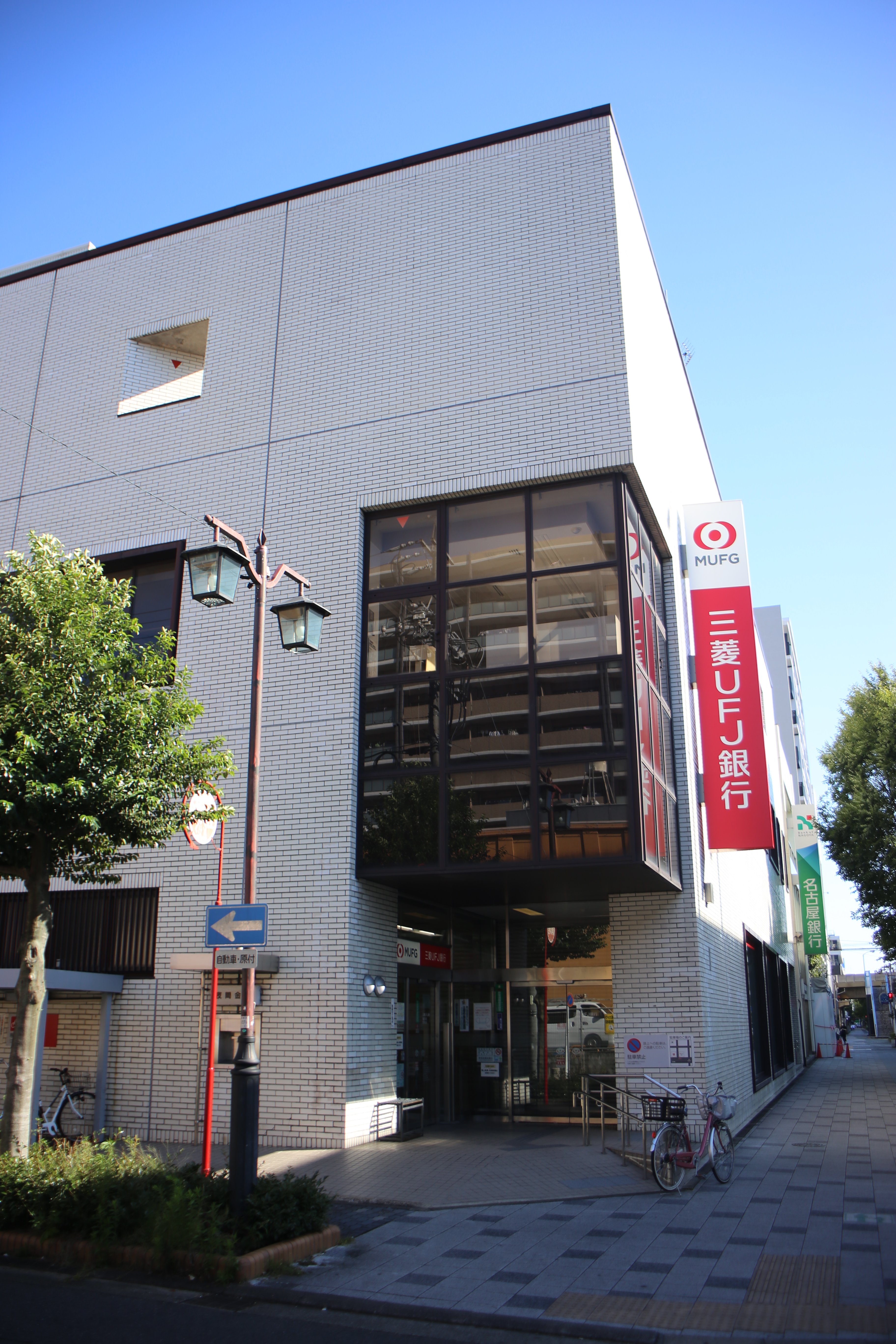
三菱UFJ銀行堀田支店